# クレディ・スイス証券集団申告漏れ事件
クレディ・スイス証券集団申告漏れ事件（クレディ・スイスしょうけんしゅうだんしんこくもれじけん）とは、2008年に発覚した退職者も含むクレディ・スイス証券従業員の集団「国税申告漏れ」・「所得税法違反」容疑事件である。二審・東京高裁の公訴棄却(検察は、上告断念)により、元被告らの無罪が確定した。

## 概要
2008年11月に、国税局はクレディ・スイス証券の従業員及び退職者の一斉税務調査を行った。その対象者は約300人に上ったが、そのほとんどが、自社株（売買制限条項付株式及びストックオプション）で受け取った海外給与を正しく税務申告しておらずに「申告漏れ」となり、そのうち約100人がそれら株式報酬を無申告であったといわれる。
　なお同時期以降に、その他外資系証券にも調査が入り、同じく多数の「申告漏れ」が指摘されたとされる。

## 年表
- 2008年11月5日 - クレディ・スイス証券の職員及び元職員約300人に一斉税務調査。
- 2009年12月7日 - 東京国税局がクレディ・スイス証券外国債券部H元部長を東京地検に刑事告発[2]。
- 2011年12月7日 - H元部長を「所得税法違反」容疑で起訴[3]。
- 2013年3月1日 - 東京地裁による無罪判決。
- 2013年11月15日 - 東京高裁にて控訴審初公判。
- 2014年1月31日 - 東京高裁が控訴を棄却。
- 2014年2月14日 - 東京高検、上告を断念。H元部長の無罪が確定。

## 類似事件
源泉徴収されていない株式報酬（現物株及びストックオプション）を確定申告しないで日本の税務当局に告発される例は過去にも存在した。
- ジョンソン・エンド・ジョンソン日本法人元代表はストックオプションを行使して株式約1億5,800万円取得したがそれを申告せず、所得税約5800万円を脱税したとして2010年2月に起訴された。クレディ・スイス証券事件とは異なり、外国の架空口座を利用する等の仮装行為があった。2010年6月に有罪判決が言い渡されている。
- JPモルガン証券日本法人元部長は株式報酬の約1億4,700万円を申告せず、所得税約5400万円を脱税したとして2011年9月に起訴された。元部長を含めた約120人の社員が税務当局から計約20億円の申告漏れを指摘されるなどクレディ・スイス証券事件と類似する事例ではあったが、JPモルガン証券元部長は、子供の養育費等経済事情の逼迫からやむを得なかったと罪を認めたため故意性については争点にならず、2011年12月に有罪判決が言い渡されている。